# Киджи, Карло Коррадино
Ка́рло Корради́но Ки́джи ди Камолли́а (итал. Carlo Corradino Chigi di Cammollia; 11 сентября 1802 года, Сиена — 27 марта 1881 года, Фивиццано) — граф, тосканский, сардинский и итальянский военный и политический деятель.

## Биография

### Военная карьера в Тоскане и Сардинии
С 27 декабря 1819 года по 28 декабря 1821 года — обучался в Военно-морском училище в Генуе.
С 1819 года — гадемарин (Сардинское королевство). Сначала служил на фрегате «Cristina», потом на корвете «Tritone».
С 12 февраля 1825 года — младший лейтенант флота (Сардинское королевство).
В 1825 году участвовал в военной экспедиции в Триполи. Возглавил атаку на неприятельские корабли, два из которых были сожжены. Высадился у городской таможни, где атаковал турецкий отряд, выдив его отступить.
С 12 декабря 1829 года — лейтенант флота (Великое герцогство Тосканское).
С 31 марта 1830 года — лейтенант флота (Сардинское королевство).
С 6 августа 1839 года — капитан корабля (Сардинское королевство).
Чтобы продолжить морскую карьеру, необходимо было натурализоваться. Киджи отказался сменить подданство, покинул военно-морские силы Сардинского королевства и вернулся в Сиену.
С 21 ноября 1839 года — подполковник (Великое герцогство Тосканское).
С 28 ноября 1829 года — капитан фрегата (Великое герцогство Тосканское).
С 21 ноября 1839 года по 20 декабря 1844 года — военный и гражданский губернатор острова Эльба (Великое герцогство Тосканское).
С октября по декабрь 1847 года — гонфалоньер Фивиццано.
В 1848—1849 годах — сенатор Великого герцогства Тосканского.
С 13 апреля 1848 года по 1852 года — начальник Генерального штаба (Великое герцогство Тосканское).
В 1848—1849 годах — участвовал в Первой войне за независимость Италии.
В 1849 году, при формировании демократического правительства Флоренции, ему был предложен пост военного министра, от которого он отказался.
С 6 октября 1848 года по 13 февраля 1849 года — командующий гражданской гвардией Тосканы.
Он выступил в пользу возвращения великого герцога Леопольда II, однако после возвращения великого герцога на престол он был разочарован его реакционной политикой.
С 6 октября 1848 года по 28 мая 1852 года — полковник (Великое герцогство Тосканское).
С 6 октября 1848 года — почётный генерал-майор (Великое герцогство Тосканское).
В 1852 году вышел в отставку со службы в армии Великого герцогства Тосканского.
С 28 апреля 1859 года — гонфалоньер Сиены. Активно поддержал присоединение Пьемонта к Итальянскому королевству.

### Карьера в Итальянском королевстве
С 11 марта 1860 года — заместитель судьи Верховного трибунала по Флорентийской войне (Королевство Италия).
С 15 апреля 1860 года — контр-адмирал.
23 марта 1860 года назначен, 1 июня 1860 года утверждён и 18 февраля 1861 года приведён к присяге сенатора Итальянского королевства.
В Сенате активно участвовал в рассмотрении вопросов гражданско-правовой реформы: выступил против гражданского брака, а в 1867 году и против законопроекта, направленного против религиозных корпораций.

## Награды
- Командор ордена Святых Маврикия и Лазаря (11 апреля 1869 года)
- Кавалер ордена Святых Маврикия и Лазаря (1825 год) — за взятие Триполи.
- Командор ордена Короны Италии (22 апреля 1868 года)
- Кавалер Савойского военного ордена (1826 год)
- Кавалер ордена Святого Стефана (5 августа 1818 года, Великое герцогство Тосканское)
- Командор ордена Святого Иосифа (17 января 1849 года, Великое герцогство Тосканское)
- Кавалер ордена Святого Иосифа (28 июня 1848 года)